# Lars Molin (ishockeyspelare)
Lars Molin, "Molla", född 7 maj 1956 i Örnsköldsvik,  är en svensk före detta ishockeyspelare (forward). Han har sedermera varit tränare i IF Björklöven och Timrå IK, och tränade säsongerna 2007–2011 Björklövens J20-lag.
Som aktiv spelare blev han världsmästare i VM i ishockey 1987 i Wien. Han har också dubbla bronsmedaljer från Olympiska vinterspelen 1980 och 1988. Han tilldelades en kopia av Svenska Dagbladets guldmedalj 1987.
Spelintelligensen var Molins stora styrka, förmågan att binda samman anfall med försvar, och var en klok ishockeyspelare i ordets rätta bemärkelse. Han var 1987 med om att vinna Tre Kronors första VM-guld på 25 år, en prestation som gav laget Svenska Dagbladets guldmedalj. Molin tog också två OS-brons, 1980 och 1988. Bäst lyckades ”Molla” i Lake Placid, där han var en av Tre Kronors bästa anfallare.
Totalt blev det 41 tävlingsmatcher (8 mål) i Tre Kronor, 68 övriga landskamper (9 mål) och 4 matcher mot klubblag och diverse kombinationer (2 mål). Molin tog SM-guld med MoDo AIK 1979, samt spelade NHL-spel med Vancouver Canucks 1981–1984. 

## Klubbar
- Örebro IK, 1988/1989–1990/1991
- MODO Hockey, 1984/1985–1987/1988
- Vancouver Canucks, 1981/1982–1983/1984
- MODO Hockey, 1973/1974–1980/1981